# Afrocoelichneumon natalensis
Afrocoelichneumon natalensis är en stekelart som först beskrevs av Cameron 1906.  Afrocoelichneumon natalensis ingår i släktet Afrocoelichneumon och familjen brokparasitsteklar. Utöver nominatformen finns också underarten A. n. calossifer.